# Потенція
Потенція (статева) (лат. potentia — сила) — здатність організму до статевого акту. В сексології термін потенція зазвичай відноситься до чоловічої сексуальності. Таким чином, потенція визначає сексуальні можливості чоловіка і певною мірою характеризується напруженістю статевого члена, швидкістю появи ерекції, тривалістю статевого акту і нормальним його протіканням, а в широкому сенсі — самою можливістю вести нормальне статеве життя. Потенцію чоловіка не можна ототожнювати з ритмом статевого життя, яке він веде, оскільки сексуальні можливості того чи іншого чоловіка можуть не корелювати з частотою його статевих актів. Так само в жодному разі не можна її ототожнювати з інтенсивністю його статевого потягу, який при деяких формах еректильної дисфункції не тільки не слабшає, але навпаки, може посилюватися.
Стосовно жінок поняття «потенція» майже не вживається і його визначення не має однозначного формулювання.
Здоровий чоловік зберігає здатність до повноцінного статевого акту все життя, і на відміну від жіночого, чоловічий клімакс має чисто патологічні причини.
Всупереч поширеним переконанням, облисіння не є універсальною ознакою зниженої або підвищеної статевої потенції, а її найпоширеніша форма, напевно, ніяк не корелює з статевими можливостями чоловіка.
Систематичне і безконтрольне застосування стероїдних анаболіків, що часто практикується в бодібілдінгу і деяких видах професійного спорту, спочатку різко підвищує статеві можливості чоловіка, але потім призводить до їх швидкого і незворотного згасання. Подібною дією володіють і деякі наркотичні речовини.
Хронічні хвороби можуть по-різному впливати на потенцію. Виражене ослаблення потенції часто спостерігається при уреаплазмозі та інших мікоплазмозах. Значне підвищення — при хронічному трихомоніазі і туберкульозі. Підвищення з наступним (у міру прогресування хвороби) зниженням — при хламідіозі.
Максимум потенції у чоловіка досягається або при повному психологічному комфорті, або при сильному емоційному збудженні, що супроводжується викидом додаткової кількості тестостерону. Таке може статися, наприклад, на відпочинку, при зміні сексуальної партнерки (не завжди), на тлі радісної події або після бійки, в якій здобуто перемогу[джерело?]. Негативно на потенцію можуть впливати психологічні конфлікти, виснажлива фізична праця, надмірна захопленість чим-небудь або перевантаженість справами на роботі (т.зв. «синдром ділової людини»), відсутність відповідних умов для близькості, статева холодність або нетактовність партнерки і т.ін. Періоди статевої стриманості в залежності від тривалості, віку, стажу партнерства та інших факторів можуть по-різному впливати на чоловічу потенцію. Так, відомі випадки статевих ексцесів у чоловіків, які тривалий час не спілкувалися з жінками (наприклад, у демобілізованих військовослужбовців). Як правило, такі ексцеси нетривалі, і потенція швидко нормалізується. Однак у деяких чоловіків у віці старше 70 років після стриманості протягом трьох місяців або більше ймовірна повна і незворотна втрата здатності до статевого акту.
Постійна нездатність здійснювати повноцінні статеві акти може бути ознакою однієї з форм імпотенції.